# Bajram Jashanica
Bajram Jashanica (ur. 25 września 1990 we wsi Vranidoll) – kosowski piłkarz występujący na pozycji obrońcy w klubie KF Ballkani.

## Kariera piłkarska

### Kariera klubowa
Wychowanek Hysi Podujevo. W 2009 został przeniesiony do pierwszej drużyny, w której grał do 2013. W tym czasie zdobył mistrzostwo Kosowa (sezon 2010/11) i superpuchar Kosowa (2011 rok). 30 sierpnia 2013 przeszedł do Skënderbeu Korcza, skąd został wypożyczony do KS Besa. W Kategoria Superiore zadebiutował 20 października tego samego roku przeciwko FK Kukësi, wchodząc w 74. minucie za Fisnika Ramadanaja. Besa spadła z ligi, a Jashanica po zakończeniu sezonu wrócił do Skënderbeu. Z tym klubem w sezonach 2014/15 i 2015/16 został mistrzem Albanii oraz w 2014 zdobył Superpuchar.
W kwietniu 2018 roku Bajram Jashanica został zawieszony na dwa lata za doping. Kara wygasła 23 lutego 2020. 29 lutego rozegrał swój pierwszy mecz po zawieszeniu z KF Vllaznia (zwycięstwo 0:1). 
6 sierpnia 2020 został zawodnikiem KF Ballkani. Swój debiut w nim zaliczył 4 października w wygranym 5:0 meczu z Drenicą.
| Sezon   | Klub              | Kraj    | Rozgrywki           | Mecze | Bramki |
| ------- | ----------------- | ------- | ------------------- | ----- | ------ |
| 2009/10 | Hysi Podujevo     | Kosowo  | Superliga e Kosovës | ?     | ?      |
| 2010/11 | Hysi Podujevo     | Kosowo  | Superliga e Kosovës | ?     | ?      |
| 2011/12 | Hysi Podujevo     | Kosowo  | Superliga e Kosovës | ?     | ?      |
| 2012/13 | Hysi Podujevo     | Kosowo  | Superliga e Kosovës | ?     | ?      |
| 2013/14 | Skënderbeu Korcza | Albania | Kategoria Superiore | 0     | 0      |
| 2013/14 | KS Besa           | Albania | Kategoria Superiore | 23    | 0      |
| 2014/15 | Skënderbeu Korcza | Albania | Kategoria Superiore | 22    | 0      |
| 2015/16 | Skënderbeu Korcza | Albania | Kategoria Superiore | 30    | 0      |
| 2016/17 | Skënderbeu Korcza | Albania | Kategoria Superiore | 30    | 3      |
| 2017/18 | Skënderbeu Korcza | Albania | Kategoria Superiore | 14    | 1      |
| 2019/20 | Skënderbeu Korcza | Albania | Kategoria Superiore | 12    | 1      |
| 2020/21 | KF Ballkani       | Kosowo  | Superliga e Kosovës | 17    | 1      |

### Kariera reprezentacyjna
W reprezentacji Kosowa zadebiutował 21 maja 2014 w meczu towarzyskim przeciwko Turcji. W 80. minucie wszedł za Mehmeta Hetemaja. 
| Mecze i gole w reprezentacji | Mecze i gole w reprezentacji | Mecze i gole w reprezentacji | Mecze i gole w reprezentacji | Mecze i gole w reprezentacji | Mecze i gole w reprezentacji | Mecze i gole w reprezentacji | Mecze i gole w reprezentacji | Mecze i gole w reprezentacji |
| lp.                          | Data                         | Miejsce                      | Reprezentacja                | Przeciwnik                   | Rozgrywki                    | Rezultat                     | Grał                         | Uwagi                        |
| ---------------------------- | ---------------------------- | ---------------------------- | ---------------------------- | ---------------------------- | ---------------------------- | ---------------------------- | ---------------------------- | ---------------------------- |
| 1.                           | 21 maja 2014                 | Mitrowica                    | Kosowo                       | Turcja                       | Mecz towarzyski              | 1-6                          | 10'                          |                              |
| 2.                           | 10 października 2015         | Prisztina                    | Kosowo                       | Gwinea Równikowa             | Mecz towarzyski              | 2-0                          | 6'                           |                              |
| 3.                           | 3 czerwca 2016               | Frankfurt                    | Kosowo                       | Wyspy Owcze                  | Mecz towarzyski              | 2-0                          | 60'                          |                              |
| 4.                           | 3 września 2017              | Zagrzeb                      | Kosowo                       | Chorwacja                    | el. MŚ 2018                  | 0-1                          | 90'                          |                              |
| 5.                           | 5 września 2017              | Szkodra                      | Kosowo                       | Finlandia                    | el. MŚ 2018                  | 0-1                          | 90'                          | 80'                          |
| 6.                           | 6 października 2017          | Szkodra                      | Kosowo                       | Ukraina                      | el. MŚ 2018                  | 0-2                          | 90'                          |                              |
| 7.                           | 9 października 2017          | Reykjavík                    | Kosowo                       | Islandia                     | el. MŚ 2018                  | 0-2                          | 90'                          |                              |

## Sukcesy i odznaczenia

### Sukcesy klubowe
Hysi Podujevo
- Mistrz Kosowa: 2010/11[1]
- Superpuchar Kosowa: 2011[2]

Skënderbeu Korcza
- Mistrz Albanii: 2014/15, 2015/16
- Superpuchar Albanii: 2014